# Szent Demeter-fatemplom (Nagylózna)
A nagylóznai Szent Demeter-fatemplom műemlékké nyilvánított épület Romániában, Szilágy megyében. A romániai műemlékek jegyzékében az  SJ-II-m-B-05078 sorszámon szerepel.